# Цанга, Эдуард Николаевич
Эдуа́рд Никола́евич Ца́нга — (20 октября 1979, Сыктывкар — 14 января 2017, Санкт-Петербург) — российский оперный певец (бас-баритон), солист Мариинского театра.

## Биография
Учился в Сыктывкарском училище искусств; одновременно работал в Государственном оперном театре, где в 1996 году исполнил партию Бертрана в «Иоланте», затем — Цунигу в «Кармен».
Окончил Нижегородскую консерваторию имени М. И. Глинки (класс А. М. Седова). В период обучения исполнял роли в Нижегородском Камерном театре (Мефистофель в «Фаусте»). С 2000 года — солист Академии молодых певцов Мариинского театра, с 2008 — в труппе Мариинского театра.
Cкоропостижно скончался 14 января 2017 года. Похоронен на Волковском православном кладбище.

## Творчество
В составе оперной труппы Мариинского театра гастролировал в Лондоне, Париже, городах Финляндии, Южной Кореи, Японии и Германии. Концертировал в России.

Эдуард Цанга (Фигаро) блещет и мягкостью голоса, и выносливостью, и необходимой мощью…

### Оперные партии
- Князь Владимир Галицкий («Князь Игорь»)
- Руслан («Руслан и Людмила»)
- Рангони («Борис Годунов»)
- Варлаам («Борис Годунов»)[11]
- Князь Гремин («Евгений Онегин»)
- Сурин («Пиковая дама»)
- Кичига («Чародейка»)
- Панас («Ночь перед рождеством»)
- Каленик («Майская ночь»)
- Дед Мороз («Снегурочка»)
- Царь Салтан; Скоморох («Сказка о царе Салтане»)
- Полкан; Царь Додон[12] («Золотой петушок»)
- Атаман Платов («Левша») — первый исполнитель (мировая премьера в Мариинском театре, 2013)
- Алеко («Алеко»)
- Длинный англичанин («Игрок»)
- Леандр («Любовь к трём апельсинам»)[13]
- Отец Августин («Обручение в монастыре»)
- Долохов («Война и мир»)
- Чиновник из газетной экспедиции («Нос»)
- Бонза («Соловей»)
- Декабрь («Рождественская сказка») — первый исполнитель (мировая премьера в Мариинском театре, 26.12.2015)[5][14]
- Креонт («Царь Эдип»)
- Дон Базилио («Севильский цирюльник»)
- Раймонд Бидебенд («Лючия ди Ламмермур»)
- Лорд Сидней («Путешествие в Реймс»)
- Коллен («Богема»)
- Мандарин («Турандот»)
- Нарбал («Троянцы»)
- Фигаро («Свадьба Фигаро»)
- Дон Жуан («Дон Жуан»)
- Мазетто («Дон Жуан»)[15]
- Папагено («Волшебная флейта»)
- Доннер; Фазольт («Золото Рейна»)
- Гунтер («Гибель богов»)
- Второй рыцарь Грааля («Парсифаль»)
- Орест («Электра»)
- Эскамильо («Кармен»)
- Абимелех («Самсон и Далила»)

## Награды и признание
- Заслуженный артист Республики Коми.
- 2-е место на Всероссийском конкурсе вокалистов «Bella voice» (1999)[3].
- специальный приз IV Международного конкурса молодых оперных певцов им. Н. А. Римского-Корсакова (Санкт-Петербург, 2000).
- приз зрительских симпатий Международного конкурса им. Б. Христова (Болгария, 2000).
- II премия Международного конкурса Елены Образцовой (2003).
- I премия Международного конкурса им. П. Лисициана (2003).
- диплом Международного конкурса Пласидо Доминго «Опералия»[англ.] (2003).